# Louis Hendrikx
Louis Hendrikx (Antwerpen, 13 maart 1927 – Borgerhout, 11 augustus 2006) was een Belgische bas.
Hij was getrouwd met Anne Marie Van den Eynde.
Hij genoot zijn opleiding aan het Koninklijk Vlaams Conservatorium in zijn geboortestad. Ravelli was zijn docent naar hij geldt ook voornamelijk als autodidact. Hij volgde het conservatorium in de avonduren, terwijl hij zichzelf al als zanger ontwikkeld had. In 1963 sloot hij zich aan bij het gezelschap van de Vlaamse Opera in Antwerpen, waar hij tot 1966 bleef. Daarna vertrok hij samen met Jef Vermeersch naar de opera in Kassel, Duitsland. Onder leiding van Gert Albregt groeide zijn zangtalent en kon hij binnen heel Duitsland optreden tot de Festspiele in München aan toe. Na twee jaar kwam hij weer terug naar Antwerpen (werd er uiteindelijk artistiek directeur) en in het seizoen 1973/1974 bij de Koninklijke Muntschouwburg. Hij werd voornamelijk bekend met rollen binnen de opera’s van Richard Wagner, zoals Der fliegende Holländer en Tristan und Isolde. Het bracht hem op internationale podia zoals Teatro alla Scala in Milaan, Royal Albert Hall in Londen (Proms: 28 en 30 augustus 1972 in Parsifal met het BBC Symphony Orchestra onder leiding van Pierre Boulez), Glasgow (Opera Scotland in 1971) en Stockholm.
Zijn stem is bewaard gebleven dankzij een (beperkt) aantal opnamen. Zijn optreden in de rol van Fafner in Das Rheingold (1978) is op film/video/dvd vastgelegd.
- Biblioteca Nacional de España: XX5086981
- Bibliothèque nationale de France: cb141864750 (data)
- Gemeinsame Normdatei: 132822008
- International Standard Name Identifier: 0000 0001 2018 225X
- Library of Congress Control Number: nr93017223
- MusicBrainz: c20a7f4a-8eb2-4333-bad7-5bff7e1ed362
- Nationale Bibliotheek van Polen: a0000003068525
- Réseau des bibliothèques de Suisse occidentale: 02-A003362818
- Système universitaire de documentation: 241977010
- Virtual International Authority File: 67638047
- WorldCat: E39PBJgd4DRPHJVKHCvCxck7HC